# Koryl'ky
Il Koryl'ky (in russo Корылькы?; anticamente Karal'ka) è un fiume della Russia siberiana occidentale, affluente di sinistra del Taz. Scorre nel Krasnosel'kupskij rajon del Circondario autonomo Jamalo-Nenec.
Nasce nella sezione settentrionale del vasto bassopiano siberiano occidentale, da una catena di modeste alture conosciute come Alture dell'alto Taz (Верхне-Тазовской возвышенности); scorre poi successivamente in una regione piatta, paludosa e coperta dalla taiga, con direzione mediamente sud-nord. Nel suo bacino si contano circa 360 corsi d'acqua affluenti, i maggiori dei quali sono Ajëgan (lungo 114 km) dalla destra idrografica e Saryn (91 km) dalla sinistra.
Il Koryl'ky gela, mediamente, per sette mesi l'anno (ottobre/novembre-maggio), mediamente fino ad una profondità massima di 75-80 centimetri.